# Felsisk bergart

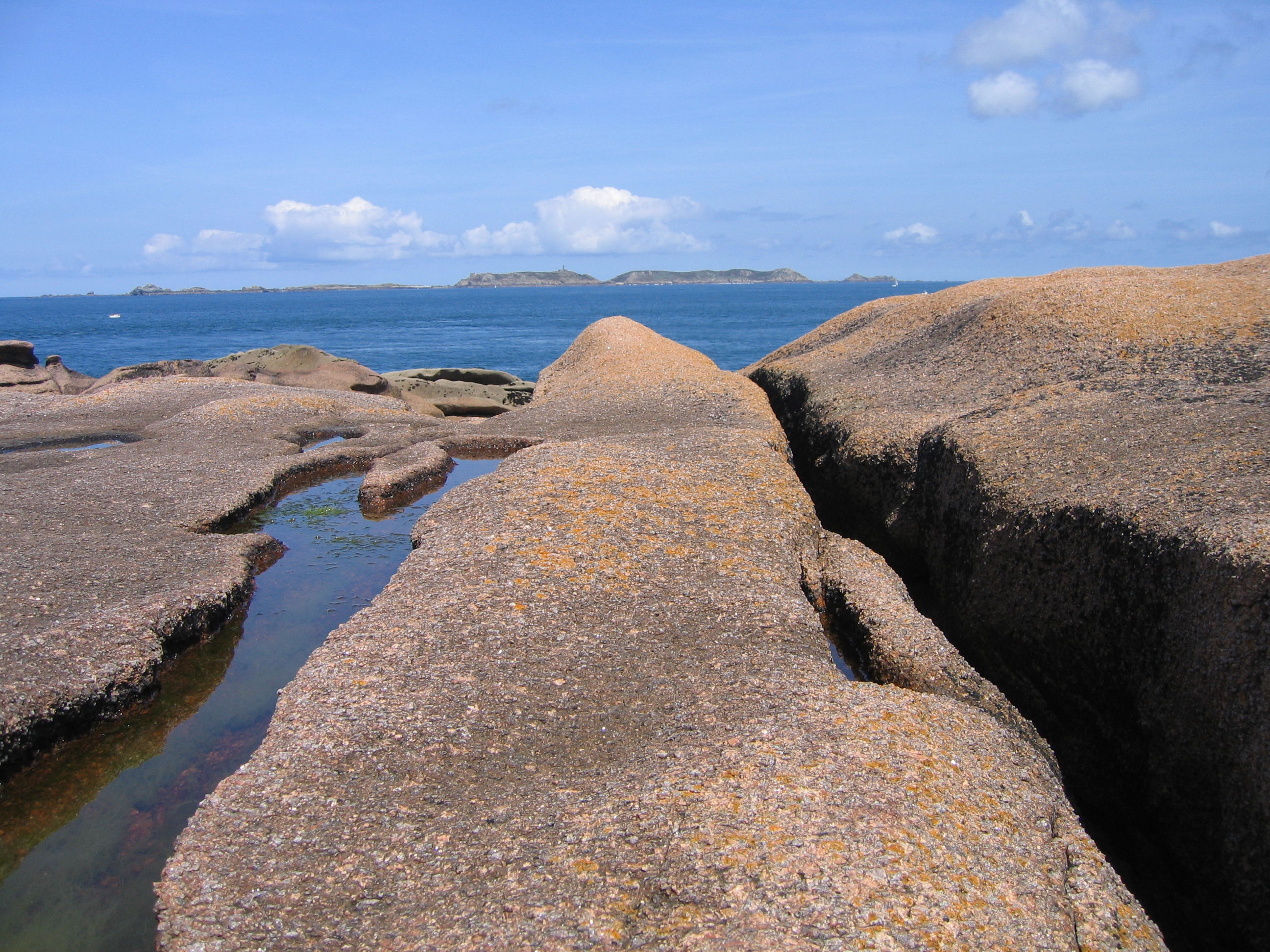
granit

Felsiska bergarter är bergarter som har en kiseldioxid(SiO2)-halt på 66-76%. 
Namnet felsisk har sitt ursprung i engelskans felsic och är bildat av orden feldspar(fältspat) eller feldspathoid (fältspatoid) samt  silica (kiselsyra).
Felsiska bergarter innehåller mycket kalium och aluminium och är oftast ljusa. De består till största delen av felsiska mineral som till exempel kvarts, kalifältspat, biotit och muskovit. Felsiska bergarter blir till i subduktionszonerna mellan oceaniska och kontinentala litosfärplattor.
Djupbergarten granit och ytbergarten ryolit är exempel på felsiska bergarter.